# 扣子體

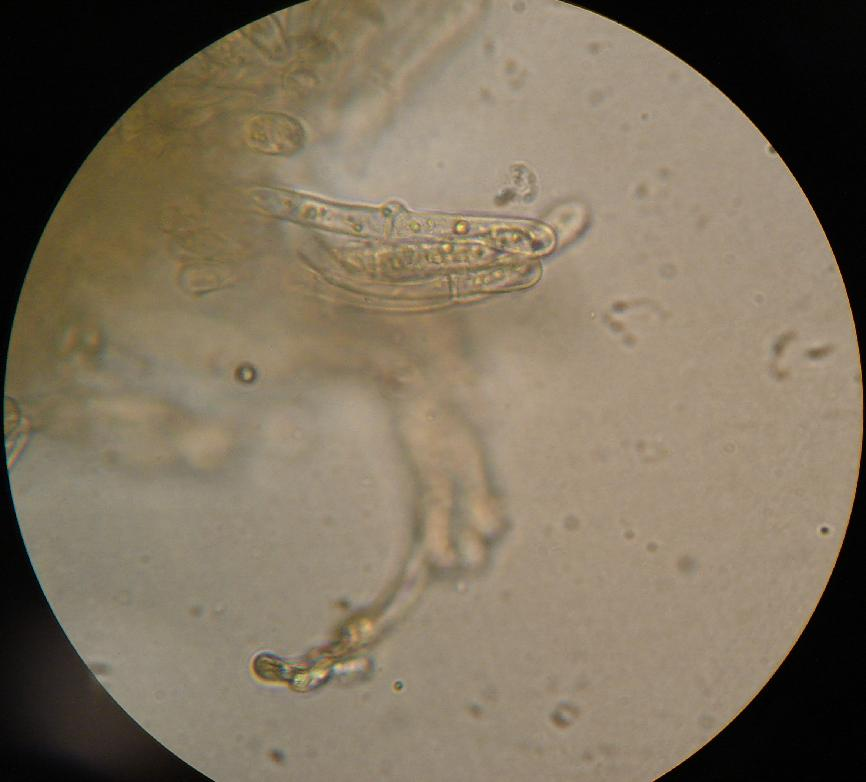
雞油菌菌絲的扣子體

扣子體（英語：clamp connection）是許多擔子菌門真菌的雙核菌絲頂端形成的鉤狀結構。擔子菌有性生殖的過程中，兩株真菌的菌絲會進行胞質融合，但細胞核維持獨立，形成具有來自兩親代細胞核（異質雙核）的雙核體，經過一段時間後兩個細胞核才會進行核融合（karyogamy）產生雙倍體的合子，並進行減數分裂以產生擔孢子。扣子體的功能即為確保胞質融合後，菌絲雙核體狀態的維持，讓雙核體菌絲生長過程中，有絲分裂產生的細胞核能妥善分配到兩個子細胞，使兩個子細胞都各有一個來自親代雙方的細胞核。扣子體只在擔子菌門的真菌中出現，子囊菌門真菌則使用產囊絲鉤維持雙核體異質雙核的狀態，產囊絲鉤也是菌絲末端特化的結構，與扣子體相當類似。

## 形成

扣子體的形成過程（來自兩親代的細胞核分別以橘色與綠色表示）

真菌的菌絲通常只從頂端往前生長，雙核體菌絲生長時，頂端細胞內的兩細胞核同步進行有絲分裂，細胞則產生往回分岔的鉤狀結構，其中一個細胞核沿菌絲的延長方向進行有絲分裂，另一個細胞核則沿鉤狀分岔的方向進行有絲分裂（其中一個子細胞核移入鉤狀結構中）。兩者有絲分裂完成後皆有隔板在中間形成，將兩個子細胞核分隔，最後鉤狀結構的頂端與後方的細胞（即菌絲頂端的第二個細胞）融合，形成具有異質雙核的兩個子細胞。

## 分類應用
扣子體是專屬於擔子菌門真菌的特徵，不過並非所有擔子菌門的真菌都具有扣子體，因此扣子體的有無可作為真菌物種或屬的分類依據。

## 化石紀錄
扣子體是用來判定早期真菌化石是否屬於擔子菌的重要依據。有人認為原杉菌屬於擔子菌，但沒有明確證據，也有一些化石因外形而曾被認為是擔子菌，最後卻發現根本不是真菌的化石。含有扣子體的菌絲化石最早發現的年代是石炭紀的密西西比世（距今3.3億年），出現在一種稱為Botryopteris antiqua的蕨類化石上，是擔子菌最早的化石紀錄，賓夕法尼亞紀（距今約3億年前）亦有發現含有扣子體的菌絲化石，此化石的真菌被獨立成一個新的屬，命名為Palaeancistrus martinii，形態與現生的一些腐生真菌類似。